# Lucien Letailleur
Pour les articles homonymes, voir Letailleur.
Lucien Letailleur, né le 17 avril 1885 dans le 3e arrondissement de Paris,, ville où il est mort le 6 novembre 1957 en son domicile dans le 15e arrondissement, est un footballeur français évoluant au poste d'ailier.

## Carrière
Lucien Letailleur, ajusteur automobile reconnaissable à sa cicatrice au front, évolue au FEC Levallois lorsqu'il connaît sa première et unique sélection en équipe de France de football. Il affronte le 12 janvier 1913 lors d'un match amical l'équipe d'Italie de football. Les Français s'imposent sur le score d'un but à zéro. Il sera rappelé comme remplaçant le mois suivant contre la Belgique, sans entrer en jeu.  
Militaire de carrière, Letailleur sera blessé par une balle au bras droit au début de la guerre. Après la perte de son frère footballeur Émile, tué au combat en 1915, Lucien s’est fait prendre et interner à Merseburg, près de Leipzig, en février 1916. Il sera rapatrié d’Allemagne en janvier 1919 puis démobilisé deux mois plus tard tout en restant réserviste jusqu’en 1939.  
Lucien Letailleur restera dans le monde du football après la guerre en siégeant notamment au sein de la commission sportive de la ligue parisienne de football en 1922. Une médaille d’or de la Ligue de Paris lui sera décernée en récompense en juin 1928. 